# ماغي أتكينسون
ماغي أتكينسون (بالإنجليزية: Maggie Atkinson)‏ هي موظفة مدنية بريطانية، ولدت في 16 سبتمبر 1956 في بارنسلي في المملكة المتحدة.